# Kokotsko

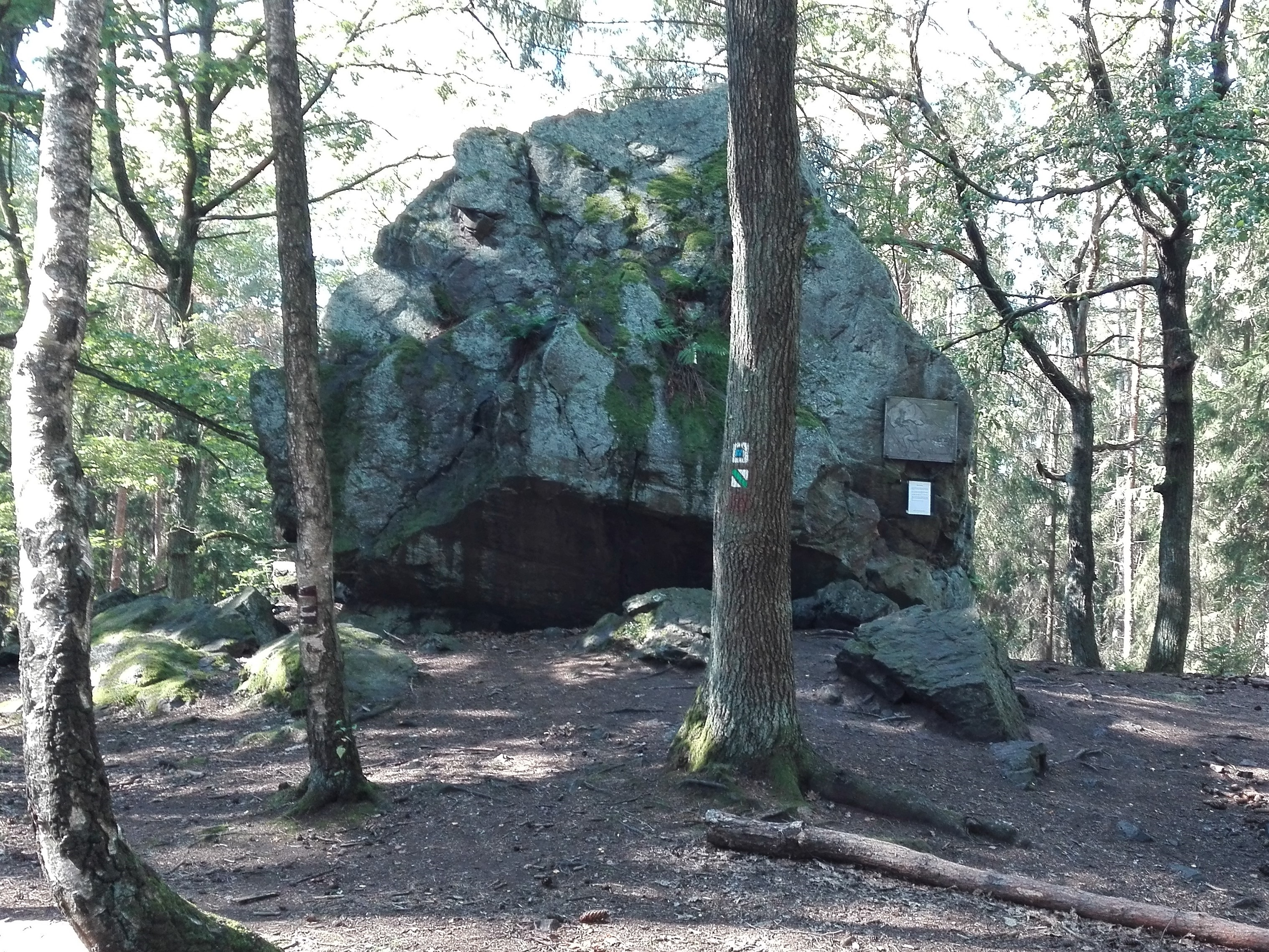
Ostrý kámen v Kokotském lese

Kokotsko (Kokot) je bývalá vesnice jihovýchodně od Chrástu v okrese Rokycany, v katastrálním území obce Bušovice. V okolním stejnojmenném polesí se nalézají pozůstatky mohyl z období halštatské mohylové kultury a zarůstající Horní a Dolní kokotský rybník, založené v 16. století.

## Historie
Doba vzniku vsi není známa, poprvé je zmiňována v roce 1358, ale předpokládá se, že vznikla již ve 2. polovině 13. století. Podle provedených archeologických průzkumů měla ves asi 32 usedlostí vymezujících náves o rozměru 450 × 70 m, což je rozloha převyšující plochu ústředního náměstí Rokycan, Domažlic nebo dokonce Plzně. Na obou koncích návsi stály dvorce, jejichž hlavní stavbou byl dům o půdorysu zhruba 12 × 38 m. Uprostřed návsi pak byla jednoduchá tvrz – nejspíše dřevěná věžovitého charakteru – která mohla být staršího data vzniku a náležela nejspíše příslušníkovi drobné šlechty, majiteli pozemků vsi, které najímal zdejším sedlákům. Ves zanikla jednorázovým požárem pravděpodobně v období 26. května až 4. června 1450, kdy na Rokycansku pobývalo vojsko Strakonické jednoty – katolické opozice krále Jiřího z Poděbrad.

## Okolí
Severovýchodně od bývalé vsi se nachází i kopec Kokotsko (501 m n. m.). Kokotským lesem vede okružní naučná stezka Kokotské rybníky, která byla otevřena v roce 2010, je dlouhá 10 km a má celkem 11 zastavení. Trasa naučné stezky prochází obcí Bušovice a vesnicí Nová Huť, která je části obce Dýšina, a dále větší částí Kokotského lesa s oběma rybníky a vrcholy Kokotsko a Ostrý kámen (také někdy zvaný jako Čertův kámen – 474 m n. m.). Stezka zahrnuje též procházku kolem Dolního kokotského rybníka a odbočku ke studánce U Čůráčku.

## Galerie

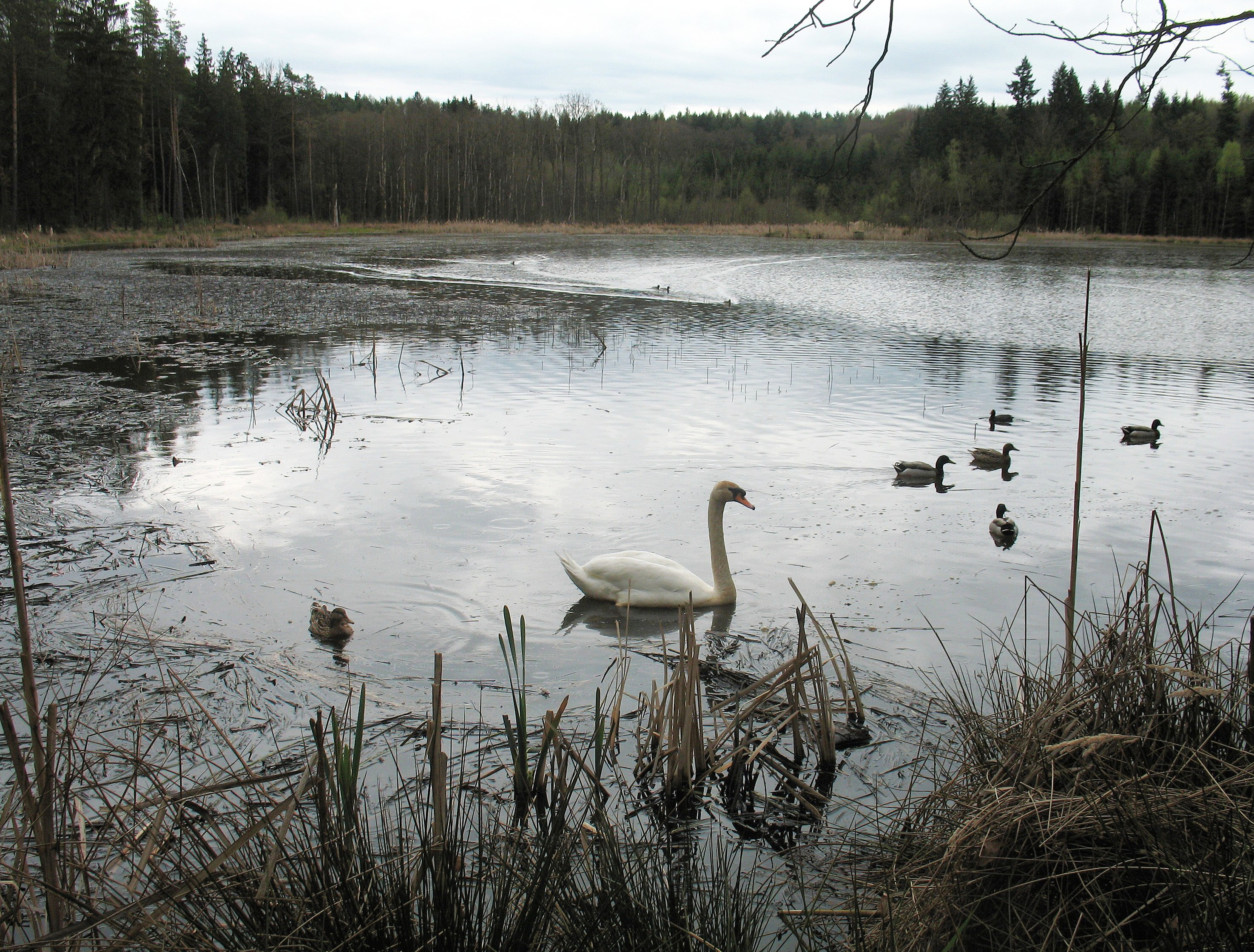
Dolní Kokotský rybník
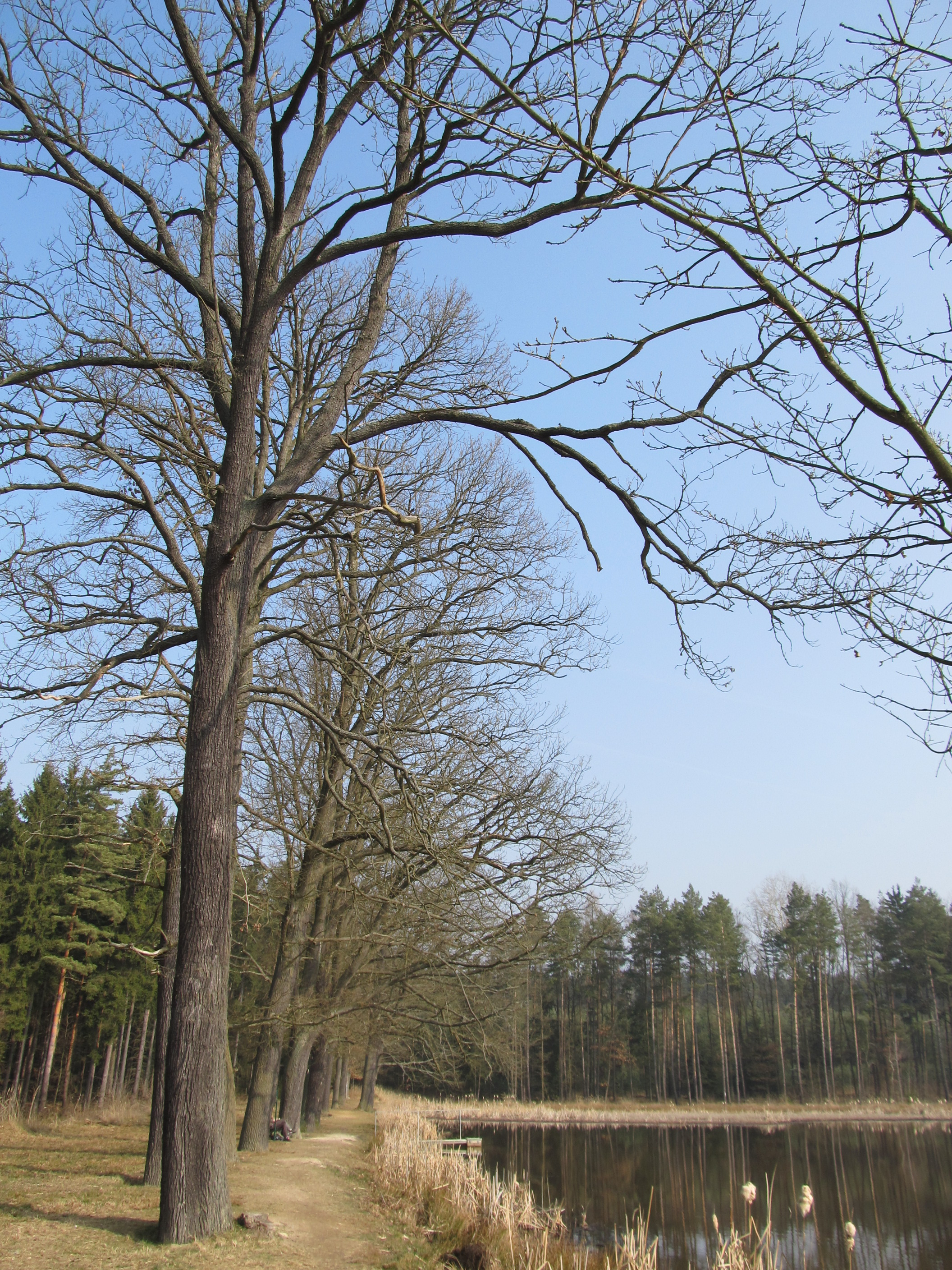
Hráz Dolního Kokotského rybníka
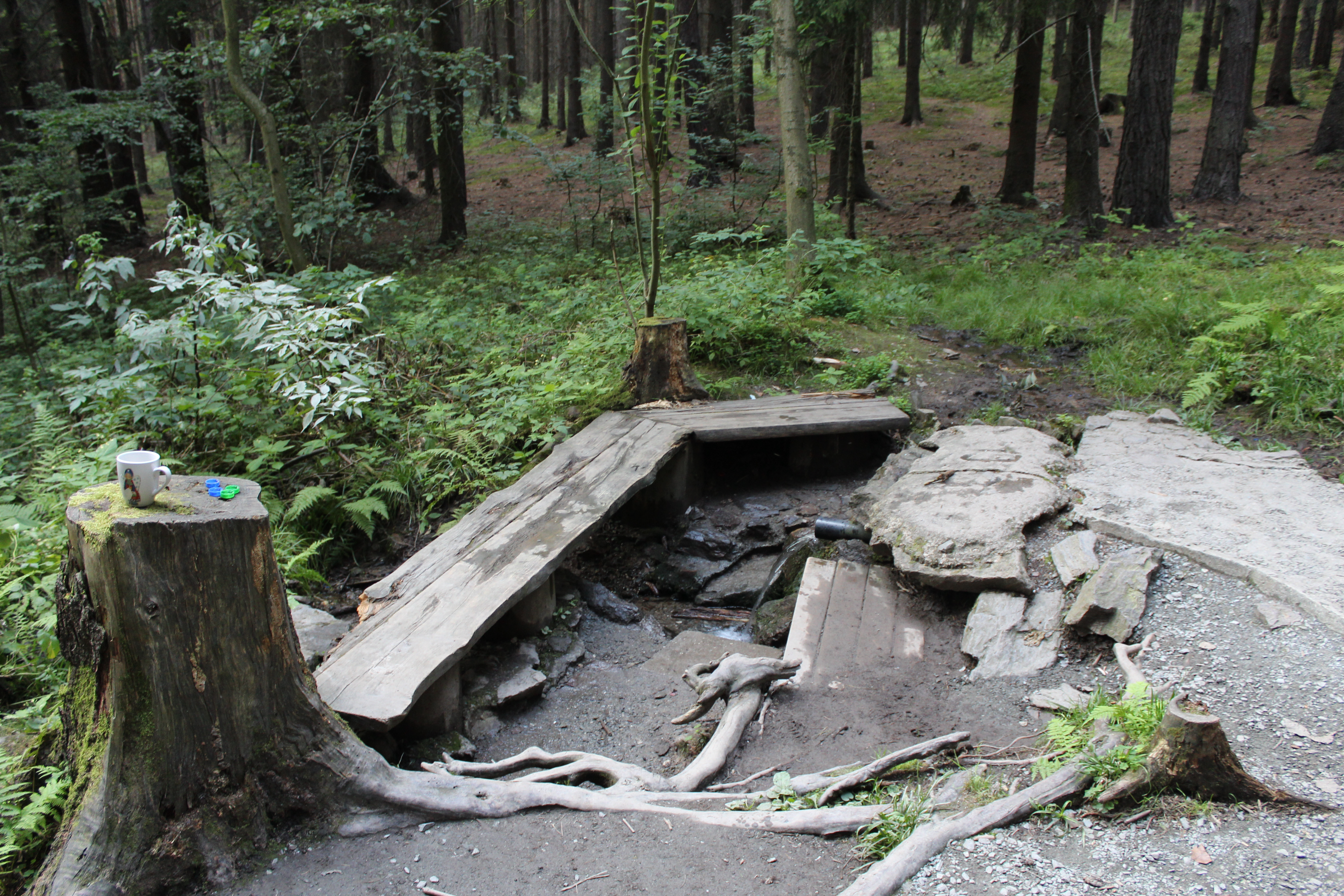
Studánka v Kokotsku
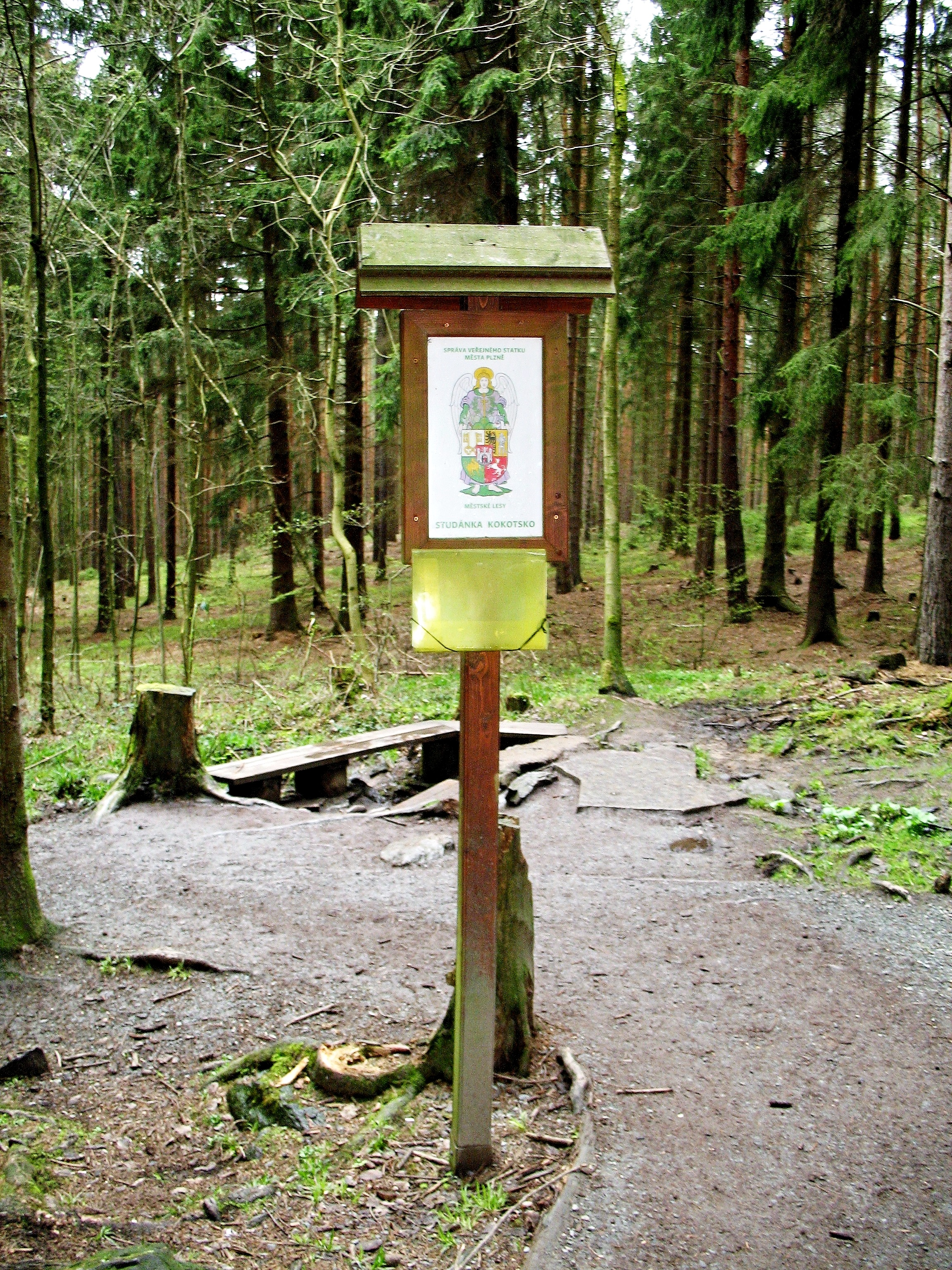
Studánka v plzeňských městských lesích
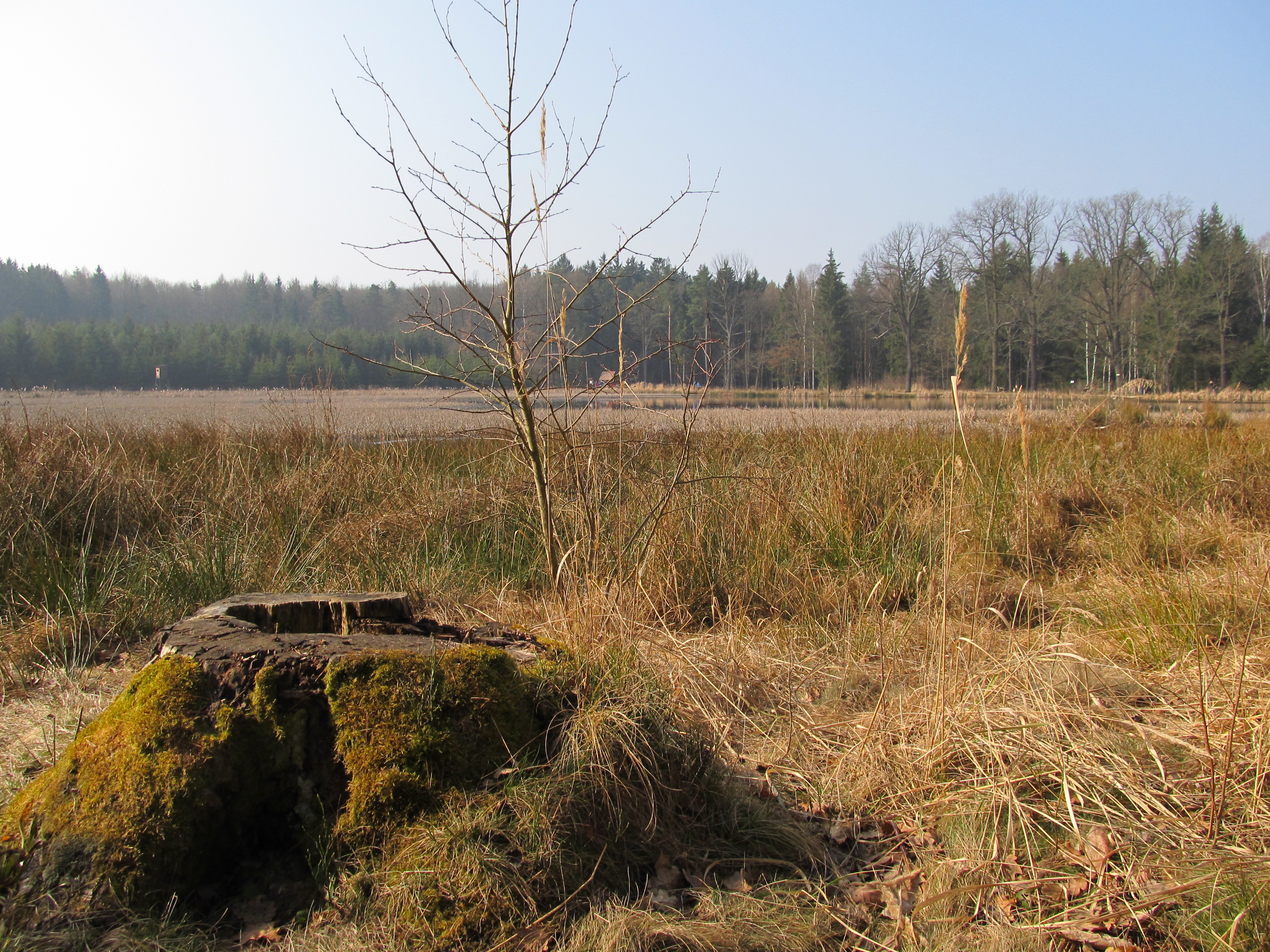
Na břehu Dolního Kokotského rybníka